# سیارک ۹۹۳۴
سیارک ۹۹۳۴ (به انگلیسی: 9934 Caccioppoli، نامگذاری:1985UC) نه هزار و نهصد و سی و چهارمین سیارک کشف شده‌است که در ۲۰ اکتبر ۱۹۸۵ کشف شد.
قدر مطلق سیارک برابر ۱۳٫۵۰ است.